# Joseph Lagrosillière
Joseph Lagrosillière, né le 2 novembre 1872 à Sainte-Marie (Martinique) et mort le 6 janvier 1950 à Paris (Seine), est un homme politique français. Il fut maire de Sainte-Marie de 1910 à 1936 et député de la Martinique de 1910 à 1924 et de 1932 à 1942 et président du conseil général de la Martinique de 1935 à 1937 et de 1945 à 1946. Il est aussi le fondateur du mouvement socialiste en Martinique et l'une des figures politiques les plus importantes de l'île durant la première moitié du XXe siècle, à l'image d'Hégésippe Jean Légitimus en Guadeloupe.

## Biographie
Joseph Lagrosillière effectue en métropole des études de droit, puis en 1901, à son retour dans l'île, s'inscrit comme avocat au barreau de Fort-de-France. La même année, il crée la première Fédération socialiste de la Martinique. Puis il fonde le journal le Prolétaire, dont il est aussi le rédacteur en chef.
En 1902, Joseph Lagrosillière est candidat aux législatives dans la circonscription Nord, mais, en raison de l'éruption de la montagne Pelée, le 8 mai, le deuxième tour prévu le 11 n'a pas lieu. Sa famille est décimée dans la catastrophe. Démoralisé, il s'installe pendant deux ans à Saint-Pierre-et-Miquelon.
Il est élu député dans le Nord en 1910 (il est réélu en 1914). Il est élu maire de Sainte-Marie et reste le premier magistrat de la ville pendant 26 ans.
En juillet 1913, Joseph Lagrosillière, en désaccord avec les députés socialistes métropolitains sur la question de l'assimilation, démissionne du groupe socialiste à la Chambre des députés.
Partisan farouche de l'assimilation, Lagrosillière en compagnie du député guadeloupéen Achille René-Boisneuf présente sans succès à la Chambre des députés une proposition de loi tendant à transformer les colonies antillaises en département français, le 11 mars 1915.
En 1919, il conclut une alliance politique avec Fernand Clerc du parti de l'Usine au « banquet de Sainte-Marie » pour les législatives suivantes. Il est élu pour cinq ans député dans le Sud. La même année, il devient président du conseil général, qu'il préside jusqu'en 1939. C'est à ce moment qu'il arrive à obtenir la division des 230 hectares de l'habitation Fonds Saint-Jacques, propriété de la colonie, en 230 lots, adjugés en location-vente aux habitants du quartier et à de modestes agriculteurs et ouvriers.
Il est emprisonné après les élections municipales et la grève de 1925 pour incitation au trouble et à la violence. En 1931, Joseph Lagrosillière est arrêté pour « trafic d'influence » et écroué au Havre en France. Malgré ses démêlés judiciaires, il est triomphalement élu à nouveau député dans le Sud en 1932. Il le reste jusqu'au début de la Seconde Guerre mondiale.
Joseph Lagrosillière livre sa dernière bataille politique lors des municipales de 1945 à Fort-de-France, où il est sévèrement battu par le jeune candidat communiste Aimé Césaire qui le distance de plus de 5 000 voix.
Joseph Lagrosillière meurt le 6 janvier 1950 à l'âge de 77 ans.

## Parcours politique
- De 1910 à 1936 : Maire de Sainte-Marie
- De 1935 à 1937 et 1945 à 1946 : Président du conseil général de la Martinique
- De 1910 à 1924 et de 1932 à 1940 : Député de la Martinique

## Distinction
- Médaille de la Résistance française (31 mars 1947)[5]

## Sources et écrits
- Joseph Lagrosillière, socialiste colonial, biographie en 3 tomes écrit par Camille Darsières, éditions Désormeaux, 1999 - Tome 1 : "Les années pures, 1872-1919", Tome 2 : "Les années dures, 1920-1931", Tome 3 : "La remontée, 1932-1950".
- La question de la Martinique : réponse aux calomnies et aux diffamations de M. Gérault-Richard, Paris, Groupe socialiste des Antilles, 1903 (lire en ligne)